# Józef Feliks Łazowski
Józef Feliks Łazowski (ur. 20 listopada 1759 w Lunéville, zm. 8 października 1812 w Paryżu) – francuski inżynier wojskowy pochodzenia polskiego, hydrotechnik, generał okresu wojen napoleońskich.

## Życiorys
Urodził się 20 listopada 1759 roku w Lunéville (Lotaryngia). Ojciec jego pochodził z Ciechanowca, pieczętował się herbem Krzywda, przebywał na wygnańczym dworze polskiego króla Stanisława Leszczyńskiego jako jego kuchmistrz.
W latach 1779–1784 Józef Feliks Łazowski studiował w paryskiej Szkole Dróg i Mostów (fr. École des Ponts et Chausses), po jej ukończeniu specjalizował się w budownictwie wodnym. Pracował jako inżynier w portach Dieppe i Cherbourga, był też przez pewien czas dyrektorem kanałów w Orleanie. W latach terroru jakobinów został uwięziony.
W 1794 roku wstąpił do wojska i został kapitanem Korpusu Inżynierów. W tym też roku wysłany został do dyspozycji władz tureckich, gdzie na ich polecenie fortyfikował Chocim, Polankę Akerman, Kilię i Izmaił.
W 1797 powrócił do Paryża i przedstawił Dyrektoriatowi raport sugerujący podbój Egiptu, co zaważyło na podjęciu decyzji o wyprawie gen. Bonaparte. Przyłączył się do niej w maju 1798 roku. Początkowo był szefem batalionu. Odznaczył się w szturmie Aleksandrii, oblężeniu Al-Arisz i Jafy, w bitwie pod Akką został ranny w głowę. 14 czerwca 1799 został dowódcą zaimprowizowanej brygady. Uczestniczył w bitwach o Heliopolis i Damiettę oraz w oblężeniu Kairu. Podczas ekspedycji prowadził pomiary kartograficzne. Zrobił kilka znaczących korekt na mapie Egiptu.
W latach 1798–1800 wstępnie rozpoznał teren i wykonał pierwsze pomiary dla poparcia idei budowy kanału przez Przesmyk Sueski, której stał się gorącym rzecznikiem. W związku z chorobą oczu opuścił w 1801 roku Egipt.
Powrócił do Francji i brał udział w fortyfikowaniu La Rochelle. Uczestniczył w kampanii pruskiej 1806 roku. W dniu 15 sierpnia 1806 roku został generałem brygady. W 1807 roku jako dowódca saperów brał udział w oblężeniu Grudziądza. W 1809 roku walczył pod Essling i Znojmem. W dniu 21 lipca 1809 roku został mianowany generałem dywizji, a w dniu 15 sierpnia 1809 został baronem Cesarstwa. 18 lutego 1810 roku został dowódcą inżynierów armii brabanckiej, a w kwietniu armii portugalskiej marszałka Massény.
Ze służby wojskowej odszedł z powodów zdrowotnych 20 kwietnia 1811 roku. Zmarł w Paryżu 8 października 1812 roku.
Odznaczony był trzykrotnie Legią Honorową, a jego nazwisko uwieczniono na Łuku Triumfalnym w Paryżu.
Jego brat Klaudiusz Franciszek był jednym z przywódców paryskich sankiulotów.